# مجید دانش‌آراسته
مجید دانش آراسته (متولّد ۱ فروردینِ ۱۳۱۶ در رشت) نویسنده داستان کوتاه و رمان‌نویس اهل ایران است.

## زندگی
دانش آراسته اولین مجموعه داستان خود را با عنوان «استخوان‌های تهی» در سال ۱۳۴۲ منتشر نمود. او بیش از نیم قرن سابقه داستان‌نویسی مدرن در ایران دارد. نمایشنامه نویسان و داستان نویسان مطرح رشت یعنی اکبر رادی، محمود طیاری و دانش آراسته راهی که به آذین با رمان دختر رعیت در سال ۱۳۳۰ شروع کرده بود را ادامه دادند و رشت را به عنوان یکی از قطب‌های ادبیات اقلیمی در ایران مطرح کردند (هم در ادبیات داستانی و هم در ادبیات نمایشی). یکی از داستان‌های دانش آراسته در مهمترین گلچین داستان کوتاه ایران یعنی کتاب همیان ستارگان به چاپ رسید.

### ماجرای اتوبوس ارمنستان
وی در ماجرای اتوبوس ارمنستان در سال ۱۳۷۵ و در جریان قتل‌های زنجیره‌ای در لیست چهره‌های فرهنگی اعزامی بود که قرار بود در اتوبوس توسط دولت جمهوری اسلامی به منظور قتل به ته دره فرستاده شوند. محمد رسول اف فیلم دستنوشته ها نمی سوزند را بر مبنای آن ساخت.

## سوابق هنری
- از پیشکسوتان داستان‌نویسی گیلان و ایران
- شرکت در برنامه‌های کانون داستان خانه فرهنگ
- شرکت در برنامه‌های داستان خوانی و سخنرانی
- همکاری با نشریات آدینه، کلک، نگاه نو، گیله وا، اندیشه و هنر، گیلان زمین، کادوس

## رمان
1. نسیمی در کویر (۱۳۸۲ انتشارات دنیای نو)
2. آواز درخت گز
3. در چنبر روایت (نشر ایلیا)

## مجموعه داستان
1. استخوان‌های تهی (۱۳۴۲)
2. روز جهانی پارک شهر و زباله‌دانی (۱۳۵۱) - (چاپ سوم: ۱۳۸۲)
3. خط خوش شهر (۱۳۸۷ نشر افراز)
4. اشتباه قشنگ (۱۳۸۸ نشر افراز)
5. قضیه فیثاغورث با یک صفر دوگوش (۱۳۸۱, نشر نامجوفرد)
6. سفر به روشنایی (۱۳۷۶)
7. حضور دلپذیر (نشر روزگار)
8. خاکسترنشین راه طلوع (۱۳۸۳ نشر ثالث)
9. مو به مو (۱۳۸۰)
10. در صدای باد (۱۳۷۹)
11. آن صبح لطیف
12. خودتان اسم بگذارید
13. باد گرم
14. موهای دخترم را شانه کن
15. متن خود یک کویر است (۱۳۸۴)
16. گنجشک‌ها در بالکن (نشر افراز)
17. این صبح تا آن صبح (۱۳۹۴, نشر طاعتی)
18. این خانه و آن درخت (نشر سمام)
19. ملول (۱۳۹۱, نشر سمام)
20. همراه با یک دیوانه (نشر سمام)
21. شاهکار همگانی (نشر سمام)
22. آواز درخت گز (نشر سمام)
23. ساختارشکن چشم‌ها (نشر سمام)
24. مرور (نشر سمام)
25. تو هم چیزی بگو (نشر فرهنگ ایلیا)
26. نوشتن . . . و دیگر هیچ